# Accord de libre-échange entre Singapour et la Jordanie
L'accord de libre-échange entre Singapour et la Jordanie est un accord de libre-échange signé le 29 avril 2004 et entré en application le 22 août 2005. L'accord vise à supprimer la quasi-totalité des droits de douane entre les deux pays dans un délai de 10 ans. Il inclut également un volet sur la protection des investissements.